# Ľubovec
Ľubovec (ungarisch Lubóc) ist eine Gemeinde im Osten der Slowakei mit 525 Einwohnern (Stand 31. Dezember 2024) im Okres Prešov, einem Teil des Prešovský kraj, und wird zur traditionellen Landschaft Šariš gezählt.

## Geographie

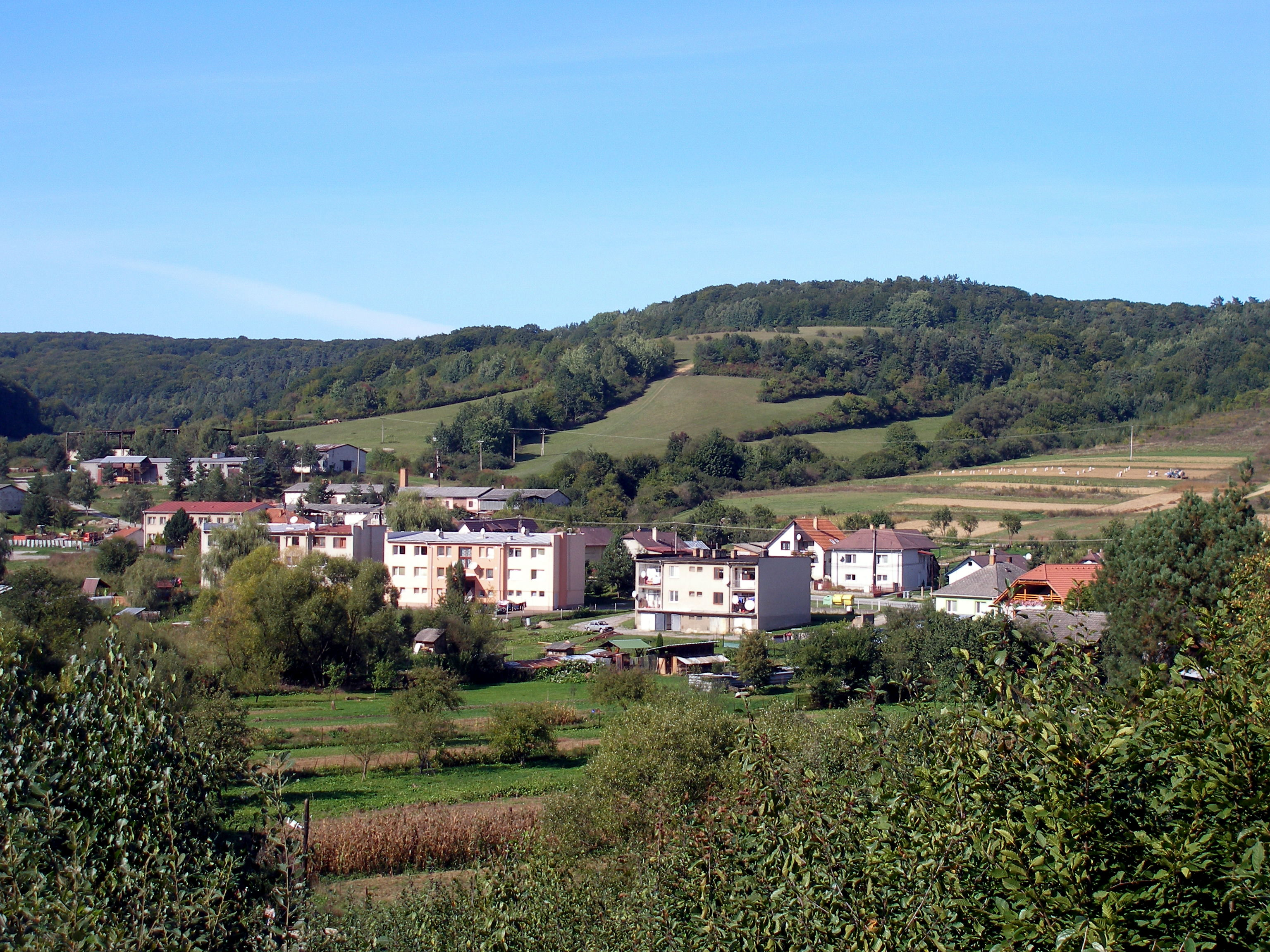
Ortsteil Ľubovec mit Umgebung

Die Gemeinde befindet sich am Südrand des Berglands Šarišská vrchovina im Tal eines Zuflusses der Svinka. Das Ortszentrum liegt auf einer Höhe von 320 m n.m. und ist 12 Kilometer von Prešov entfernt.
Zur Gemeinde gehört auch der 1964 eingemeindete Ort Ruské Pekľany (ungarisch Pillerpeklény).
Nachbargemeinden sind Radatice im Norden, Ličartovce im Osten, Obišovce und Veľká Lodina im Süden, kurz Malá Lodina im Südwesten und Suchá Dolina im Westen.

## Geschichte

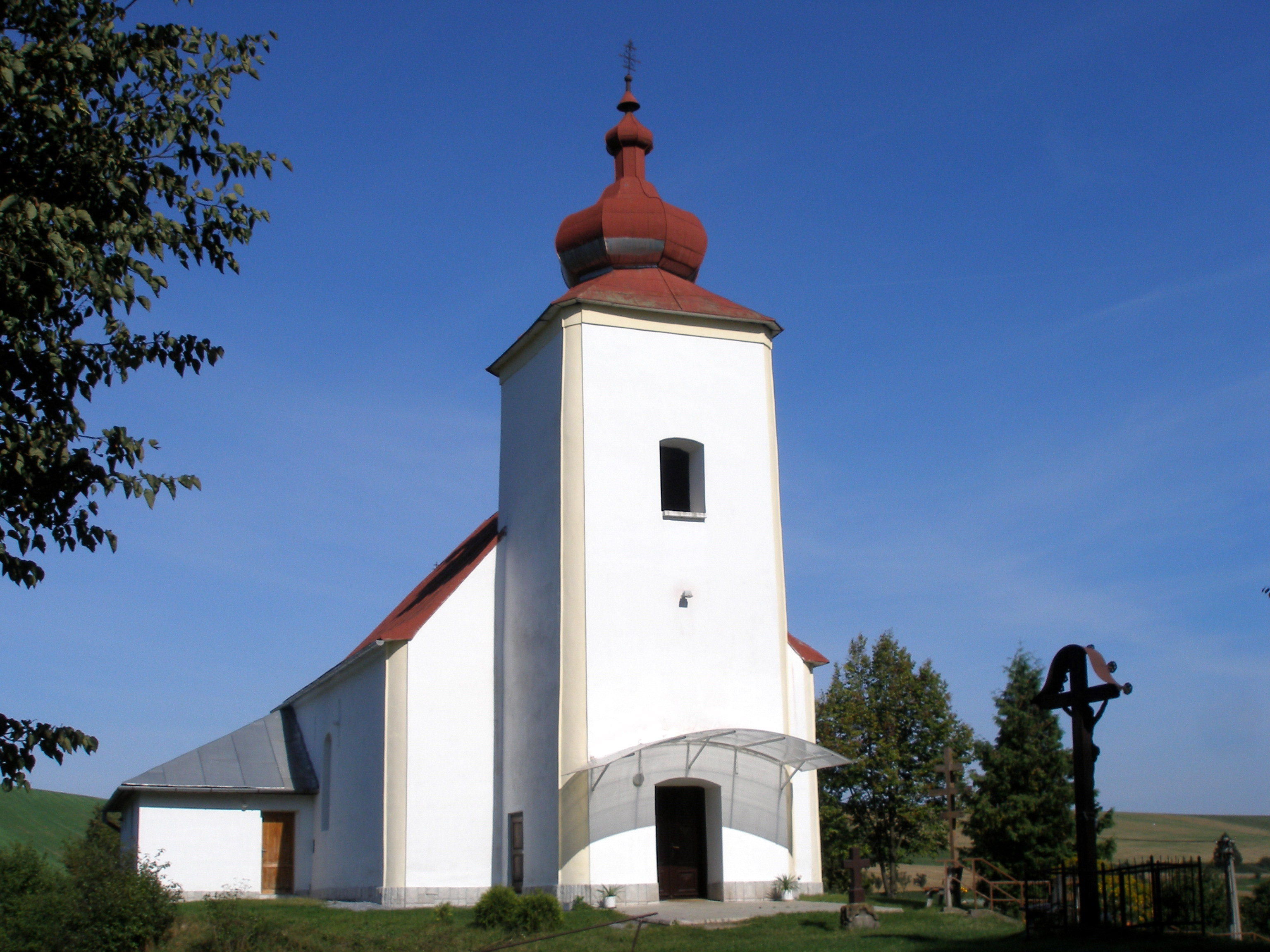
Kirche in Ľubovec

Ľubovec wurde zum ersten Mal 1337 als Lobolch als Gut der Familie Aba schriftlich erwähnt, danach war das Dorf Teil des Herrschaftsgebiets der Burg bei Kysak. 1427 wurden in einem Steuerverzeichnis 11 Porta aufgelistet. Damals gehörte die Ortschaft zum Gut des Geschlechts Somosy, im 17. Jahrhundert Segney und ab 1800 Pulszky. 1828 zählte man 75 Häuser und 565 Einwohner, die als Fuhrmänner, Landwirte und saisonal Forstarbeiter beschäftigt waren.
Bis 1918/1919 gehörte der im Komitat Sáros liegende Ort zum Königreich Ungarn und kam danach zur Tschechoslowakei beziehungsweise heute Slowakei.

## Bevölkerung
| Jahr                | 1994 | 2004    | 2014    | 2024    |
| ------------------- | ---- | ------- | ------- | ------- |
| Anzahl der Personen | 499  | 513     | 501     | 525     |
| Unterschied         |      | +2,80 % | −2,33 % | +4,79 % |

| Jahr                | 2023 | 2024    |
| ------------------- | ---- | ------- |
| Anzahl der Personen | 514  | 525     |
| Unterschied         |      | +2,14 % |

Nach der Volkszählung 2011 wohnten in Ľubovec 508 Einwohner, davon 485 Slowaken, zwei Magyaren sowie jeweils ein Pole, Tscheche und Ukrainer. 18 Einwohner machten keine Angabe zur Ethnie.
308 Einwohner bekannten sich zur römisch-katholischen Kirche, 157 Einwohner zur griechisch-katholischen Kirche, vier Einwohner zur Evangelischen Kirche A. B. und ein Einwohner zur evangelisch-methodistischen Kirche. 18 Einwohner waren konfessionslos und bei 30 Einwohnern wurde die Konfession nicht ermittelt.

## Bauwerke und Denkmäler
- griechisch-katholische Kirche in Ľubovec aus dem Jahr 1794
- griechisch-katholische Kirche in Ruské Pekľany aus dem Jahr 1865

## Söhne und Töchter der Gemeinde
- Pavol Peter Gojdič (1888–1960), griechisch-katholischer Bischof, im Ortsteil Ruské Pekľany geboren